# أحمد بدر الدين حسون
أَحمد بدر الدِّين حسون (ولد في 25 أبريل 1949) هو المفتي العام للجمهوريَّة العربيَّة السوريَّة من 2005 إلى أن أُلغيَ المنصب عام 2021. رأسَ اللجنة الإعلاميَّة في المجلس الاستشاري الأعلى بمُنظمة العالم الإسلامي للتربية والعُلوم والثقافة. يُعرَف بلقب «مفتي البراميل»، بسبب مواقفه الداعمة للقمع الوحشي بالبراميل المتفجِّرة الذي قابل به نظامُ بشار الأسد الاحتجاجاتِ الشعبيةَ عام 2011. واعتقلته قوَّات الأمن السورية بعد انتصار الثورة السورية بثلاثة أشهر تقريبًا، يوم الأربعاء 26 مارس 2025 في مطار دمشق الدَّولي قُبيل فراره إلى خارج البلاد، بعد صدور مذكِّرة توقيف من النائب العامِّ في وِزارة العدل السورية.

## سيرته
وُلِد حسون في حلب، سوريا. كان والده محمد أديب حسّون (1913–2008) أيضًا شيخًا. لديه خمسة أبناء وعشرة أحفاد. درس حسّون في جامعة الدراسات الإسلامية، حيث تخرج حاملاً شهادة دكتوراه في الفقه الشافعي، كما يحمل إجازة في الأدب العربي.

## نشاطه الدعوي
بدأ حسون عمله الدعوي خطيبا وإماما في مساجد حلب عام 1967، منها «جامع التوابين»، و«عمار بن ياسر»، و«الفرقان»، و«الجامع الأموي الكبير»، كما كان يلقي دروسا أسبوعية. وفي مطلع التسعينيات من القرن الـ 20 ترأس جمعية رفع المستوى الصحي والاجتماعي، وعمل خطيبا ومدرسا في مساجد عدة، من بينها «جامع الروضة» في حلب. رشح حسون نفسه لعضوية مجلس الشعب السوري، وفاز بأغلبية الأصوات عام 1990، واستمر في منصبه مع الدورة الثانية للمجلس حتى عام 1998. عام 2002 عين مفتيًا لحلب ، وكان عضوًا بمجلس الإفتاء الأعلى في سوريا. وعضوًا بمجلس الشعب للدورتين التشريعيتين السابعة والثامنة، وخطيبًا في جامع الروضة بحلب. تولى حسّون منصب مفتي سوريا العام في يوليو 2005 بعد وفاة أحمد كفتارو.

### الحوار بين الأديان
في 6 سبتمبر 2006، التقى حسّون بوزير الخارجية الأرمني، فارتان أوسكانيان لمناقشة العلاقة بين الدولتين وكذلك بين الديانتين، بالإضافة إلى قضايا أخرى. وفي نفس الرحلة، التقى بالكاثوليكوس الأعلى لجميع الأرمن.
شارك في فعالية «عام حوار الثقافات» في البرلمان الأوروبي في 15 يناير 2008، وحصل على «جائزة السلام» من مؤسسة دوتشي الإيطالية عام 2014. وتحدث حسّون أمام البرلمان الأوروبي حول موضوع الحوار بين الثقافات، حيث دعا إلى السلام والتعايش بين الأديان، مؤكدًا أن «إبراهيم وموسى وعيسى ومحمد جاءوا بدين واحد»، وأن «الحرب لا يمكن أن تكون مقدسة، بل السلام هو المقدس»، وأضاف لاحقًا أنه من الخطأ استخدام الدين لتبرير القتل.
رأس اللجنة الإعلامية في المجلس الاستشاري الأعلى للتقريب بين المذاهب الإسلامية بمنظمة العالم الإسلامي للتربية والعلوم والثقافة (إيسيسكو)، كما قاد الهيئة الاستشارية الشرعية لمجلس النقد والتسليف في مصرف سورية المركزي.

## موقفه من الثورة السورية
يُعَد حسُّون من المؤيدين الشرسين لنظام حزب البعث وللرئيس السوري السابق بشار الأسد. وكان حسون من أبرز الشخصيات الدينية المؤثرة في الخطاب الرسمي السوري في أثناء الثورة السورية التي بدأت عام 2011، وانتشرت إشاعات أن حسون قد انضم إلى الثورة السورية لكن تبيَّن أنها غير صحيحة. ولاقت مواقفه من الأحداث التي شهدتها سوريا جدلًا واسعًا بين المؤيدين والمعارضين.

### دعم النظام السوري والحديث عن «المؤامرة الخارجية»
في حِقبة الثورة السورية 2011 ظهر في الإعلام كثيرًا قائلًا: إن ما يحدُث في البلاد (وتحديدًا درعا) تقف وراءه «أياد خارجية»، دون أن يحدد جهة بعينها، اعتبروا أن الاحتجاجات الشعبية ليست سوى «أعمال تخريبية» يقودها «إرهابيون» و«خلايا مسلحة» تتلقى دعمًا من دول أجنبية. وادعى أن متطرفين من السعودية ومصر ودول أخرى يشاركون في التظاهرات في سوريا، وهي تصريحات كان قد رددها الإعلام السوري للنظام السابق. ويسميه بعض معارضيه ومنتقديه «مُفتي البراميل».

### اغتيال ابنه
في 2 أكتوبر 2011، تعرّض سارية حسون، الابن الأصغر له، لاغتيال أثناء سفره على الطريق بين إدلب وحلب. كان برفقته أستاذه الجامعي الدكتور محمد العمر، الذي قُتل أيضًا في الحادث. ووصفت السلطات السورية الحادث بأنه «كمين إرهابي».
في ديسمبر 2024، بعد مرور 13 عامًا على الحادث، ظهرت وثائق تُشير إلى ضلوع شخصيات بارزة داخل النظام السوري في العملية. الوثائق تُظهر أن ضابطًا برتبة عقيد يُدعى سهيل الحسن، من فرع المخابرات الجوية 291، كان مكلفًا بتنفيذ عملية الاغتيال باستخدام سيارة مدنية مموّلة من الدولة.

### تهديد أوروبا والولايات المتحدة
في خطاب علني تم بثه على قناة الأخبار السورية ونشر على الإنترنت في 9 أكتوبر 2011 (كما ترجمه موقع «عنب بلدي»)، هدد حسّون أوروبا والولايات المتحدة إذا تعرضت سوريا لهجوم من قوى خارجية، حيث قال: «في اللحظة التي تضرب فيها أول صاروخ سوريا، سيتوجه جميع أبناء وبنات لبنان وسوريا ليصبحوا طالبي شهادة في أوروبا وعلى الأرض الفلسطينية. أقول لجميع أوروبا وللولايات المتحدة: سنعد استشهاديين هم الآن عندكم».
بعد بث هذا الخطاب، سحبت مؤسسة من أجل سلام الشرق الأوسط دعوتها لحسّون للتحدث في مؤتمر «التعايش والحوار». وقال رئيس المؤسسة فيليب ويلكوكس إن «المؤسسة لم تكن على علم بخطابه الذي كان يتعارض مع موضوع الحدث».

### دعوته إلى المقاومة المسلحة ضد المعارضين
عقب التصعيد العسكري في عدة مدن سورية، كان حسون يتحدث بشكل مستمر عن ضرورة «مقاومة» أولئك الذين يقاتلون النظام، في عدة مناسبات، أفتى حسون بجواز قصف المناطق التي تسيطر عليها المعارضة، واعتبر أن هذه العمليات العسكرية تأتي في إطار «الدفاع عن الوطن». هذا الموقف أثار استنكاراً واسعاً من قبل المؤسسات الدينية ومن مؤسسات حقوق الإنسان، التي اعتبرت مواقفه تبريراً للانتهاكات والجرائم التي ارتكبها النظام السوري. وأفتى بحرمة قتال الجيش السوري، واعتبر الانضمام إليه «واجبًا شرعيًا»، مؤكدًا على ضرورة دعم القوات المسلحة في مواجهة ما وصفه بـ «المؤامرة الخارجية» . معتبراً أنهم «خونة» وعملاء للقوى المعادية، تلك التصريحات كانت بمثابة تحريض علني ضد المعارضة المسلحة، مما زاد من الاستقطاب الطائفي.
حسون استمر في التأكيد على أن النظام السوري يمثل «الهوية الوطنية السورية» التي تجمع جميع الطوائف في البلاد. وفي تصريحاته الإعلامية، كان يروج لفكرة أن أي محاولة لتغيير النظام تشكل تهديدًا للسلم الأهلي ووحدة المجتمع السوري. هذا الخطاب الطائفي لاقى انتقادات من المعارضة التي اعتبرت أن هذه التصريحات تعمق الانقسام الطائفي وتساهم في تأجيج الصراع الداخلي.

### صلاحية توقيع أوامر الإعدام
في عام 2016، أفادت منظمة العفو الدولية بأن حسّون كان أحد الرجال الثلاثة الذين تم تفويضهم من قبل الرئيس السوري بشار الأسد بمنح صلاحية توقيع أوامر الإعدام للسجناء في سجن صيدنايا. حيث أشارت المنظمة إلى أن هذه الصلاحيات كانت تمكّنهم من اتخاذ قرارات مصيرية بشأن حياة المعتقلين في السجن، وهو ما أثار موجة من الانتقادات الدولية حول استخدام السلطة القضائية لتصفية المعارضين للنظام السوري. وفي عام 2017، كشفت منظمة العفو الدولية في تقرير لها أن نحو 13 ألف معتقل في سجن صيدنايا قد أُعدموا خلال السنوات الخمس السابقة، بناءً على أوامر صادرة عن مسؤولين رفيعي المستوى في الحكومة السورية. وأشار التقرير إلى أن تنفيذ هذه الأحكام كان يأتي بعد مصادقة مفتي سوريا عليها.

### اتهام اللاجئين بالخيانة
واجهت تصريحات حسون بشأن اللاجئين السوريين موجة واسعة من الانتقادات، إذ اعتبر من فرّوا من بطش النظام خونة، متجاهلًا المعاناة الإنسانية والظروف القاسية التي أجبرت الملايين على مغادرة وطنهم. كما طالب بمحاسبة كل من يُظهر معارضة للنظام، معتبرًا أن الخروج عن الولاء له يُعد «خيانة وطنية».
وفي مناسبات إعلامية متعددة، عبّر حسون عن مواقف اعتبرتها منظمات حقوقية ومراقبون دوليون جزءًا من خطاب ممنهج يهدف إلى تجريم الضحايا وتبرير الانتهاكات المرتكبة بحق المدنيين. وقد وصفه عدد من النقاد بأنه مجرد "موظف ديني" يستخدم موقعه الديني لتلميع صورة النظام، وتوفير غطاء شرعي لسياساته القمعية.

### انتقاد اتحاد علماء المسلمين له
صدر بيان من الاتحاد العالمي لعلماء المسلمين الذي يرأسه القرضاوي آن ذاك، وصف حسون بأنه «يستغل الدين لتبرير جرائم النظام»، معتبرًا أن فتاواه ومواقفه تُستخدم كغطاء ديني للقمع والعنف الذي يمارسه النظام ضد الشعب السوري. وردًا على هذا البيان أصدر علماء سوريون موالون للنظام بيانًا قالوا فيه أنهم لم يتفاجؤا منه، وأنه صدر عن خلفيات حزبية مرتبطة بمخططات واضحة المعالم والأبعاد والأهداف والذي يستهدف النيل من أمن واستقرار سوريا. وأشار الاتحاد إلى أن حسون كان يشرف شخصيًا على التحقيق مع عدد من العلماء المعتقلين، في إطار حملة قمع طالت أكثر من 223 عالمًا سوريًا.

### دعم التدخلات الخارجية
فيما يتعلق بالعلاقات الدولية، كان حسون مدافعاً صريحاً عن التدخلات الخارجية في سوريا، لا سيما التدخل الروسي والإيراني. فقد اعتبر أن هذه التدخلات ليست استعمارية، بل دعماً مشروعا للنظام، وهو ما دفع العديد من المحللين والمنتقدين إلى اتهامه بتسهيل الهيمنة الإيرانية والروسية على سوريا. هذه المواقف جعلت من حسون رمزًا لتفشي الولاء للنظام على حساب المبادئ الإنسانية والدينية.

### تسييس وتحريف المعنى القرآني
في نوفمبر 2021، أثار أحسون، مفتي الجمهورية السورية السابق، جدلاً واسعًا بتفسيره لسورة «التين» خلال كلمة ألقاها في عزاء الفنان الراحل صباح فخري. في تفسيره، زعم أن خريطة سوريا مذكورة في السورة، حيث قال: «ما سألتوا ليش الله ذكر طور سنين وذكر مكة ثم ذكر التين والزيتون؟ ما انتبهتوا عليها؟ الله عم يقسم بشجرتين، أقسم بالتين والزيتون وأقسم بطور سيناء وأقسم بمكة، فإذا تركها رددناه أسفل سافلين» وأشار حسون إلى أن آية «ثم رددناه أسفل سافلين» تُشير إلى من غادر سوريا ولم يعد إليها، في إشارة إلى اللاجئين السوريين، بينما «إلا الذين آمنوا وعملوا الصالحات» تعني من بقي في البلاد ودعم النظام.
هذا التفسير قوبل بانتقادات حادة، حتى من داخل المؤسسات الدينية الرسمية. فقد أصدر «المجلس العلمي الفقهي» التابع لوزارة الأوقاف السورية بيانًا وصف فيه تفسير حسون بأنه «تحريف» و«إقحام للدين في إطار إقليمي ضيق»، مؤكدًا أن ما قاله «لا ينطلق من دراية بقواعد تفسير القرآن الكريم» .

## اعتقاله
في 26 مارس 2025، اعتقل حسون في مطار دمشق أثناء محاولته السفر إلى الأردن لإجراء عملية جراحية، وذلك بعد صدور مذكرة توقيف بحقه من النائب العام دون توضيح الأسباب. أفاد المرصد السوري لحقوق الإنسان بأن الاعتقال تم بعد ختم جواز سفره بلحظات. سبق ذلك احتجاجات أمام منزله في حلب يومي 17 و18 فبراير، حيث اقتحم محتجون المنزل وطالبوا بمحاسبته. جاءت هذه الأحداث عقب انتشار مقطع يصفه بـ"مفتي البراميل"، في إشارة إلى دعمه للنظام. ويُرجّح أن الاعتقال مرتبط بمواقفه المؤيدة للقمع والقتل الجماعي.